# Capitán Zanahoria
Zanahoria Fundidordehierroson (Carrot Ironfoundersson en inglés) es uno de los protagonistas de los libros del Arco de la Guardia de Ankh-Morpork en la serie Mundodisco escrita por Terry Pratchett.

## Descripción
Se le describe como una persona alta, de pelo rojizo y con una constitución de hierro, obtenida gracias a sus largos años de trabajo en las minas enanas de sus padres. Según se cuenta en "¡Guardias!¿Guardias?", su nombre no es solo por su cabello rojizo, sino además porque la forma de su cuerpo es la de un triángulo invertido (desde unos hombros anchos bajando hasta unos tobillos delgados)
Cabe destacar que Zanahoria es un huérfano humano, cuando era un bebé fue recogido de los restos del ataque a una caravana por sus padres adoptivos enanos, por lo que crecería como un enano más y siendo el hijo del rey de la mina, aunque este cargo no implica nobleza ni abolengo, ya que es solo un nombre dado para señalar a los ingenieros o capataces encargados de administrar los yacimientos. Sin embargo no supo que era humano hasta que sus padres se lo dijeron poco antes de irse de la mina lo cual, tomando en cuenta que mide alrededor de dos metros, da una idea bastante acertada sobre la inocencia de Zanahoria. Sin embargo, según él mismo sostiene, es un enano hecho y derecho, siendo la etnia un detalle irrelevante, ya que cumple con todas las tradiciones y costumbres enanescas (incluida la xenofobia contra los no-muertos y el repudio hacia todo método anticonceptivo), sin embargo jamás se ha dejado crecer la barba, lo cual no deja de ser extraño, ya que para los enanos tal actitud es casi degenerada y herética a su especie.

## Historia
Cuando alcanzó la madurez, Zanahoria fue enviado por su padre a Ankh-Morpork, junto con una espada encontrada entre los restos de la caravana en la que fue hallado y el libro de Leyes y Ordenanzas de la ciudad, que el joven aprende de memoria ignorando que es una publicación tan vieja que ni siquiera los agentes de la ley o el mismo Patricio han tomado nunca en consideración. Una vez allí se une en calidad de voluntario a la Guardia Nocturna para formar equipo junto con el capitán Samuel Vimes, el cabo Nobbs y el sargento Frederick Colon. Posteriormente a este equipo se añadirían más personajes, tales como Detritus, Cuddy o Angua. Con esta última mantiene una relación de noviazgo, pese a que Angua, una mujer-loba (un tipo de no-muerto), tiene dudas sobre el futuro de su relación con un ser humano.
A partir de este momento su candidez, su total y absoluta confianza en la bondad innata del ser humano y su implacable deseo de hacer cumplir las leyes y ordenanzas de la ciudad, que a este punto solo él conoce y respeta, le meten en algún que otro apuro (sobre todo teniendo en cuenta el alto grado de inexistencia de esos conceptos en Ankh-Morpork), apuros de los que se libra gracias en gran medida a su anteriormente mencionada fuerza y a su carisma (en palabras de su capitán: "puedo hacerlo porque tengo a Zanahoria, y Zanahoria le cae bien a todo el mundo"), después de los primeros compases rápidamente se da a conocer por toda la ciudad y se convierte en una figura respetada. Zanahoria pasa a ser rápidamente un individuo respetado y apreciado por todos, pudiendo lidiar gracias a su inocencia con individuos y facciones que hasta ese momento se consideraban causas totalmente perdidas ya que de alguna manera todo el que lo conoce no solo se siente conmovido, sino también llega a temer hacer algo que lo decepcione; así es capaz de actos tales como convertir una pelea entre un montón de enanos ebrios y armados en un grupo de individuos arrepentidos de no escribir más seguido a sus madres, o crear un club de niños exploradores y lograr que los delincuentes juveniles de los barrios pobres desarrollen sanas actividades recreativas. También convenció durante la guerra entre Ankh-Morpork y Kltach a ambos bandos que dejaran de lado su disputa y optaran por jugar un partido de fútbol.
En "Hombres de armas" se confirman las insinuaciones hechas desde el libro ¡Guardias!¿Guardias? sobre que Zanahoria es el legítimo heredero del trono de Ankh-Morpork (cuya línea real había sido perdida hacia años en una guerra civil, irónicamente a manos de un ancestro de Vimes), aunque no transciende pues, de hecho, el propio Zanahoria, lejos de darle importancia a lo largo de los libros posteriores en los que aparece, se esmera en encubrirlo y destruir las pruebas, ya que ha hecho de la guardia su vida y desea evitar cualquier cosa que lo aleje de ella. De esta manera el gobierno de la ciudad-estado continua en manos de Lord Vetinari y las cosas siguen su curso sin más alteraciones.
Con los libros el carácter de Zanahoria gana en profundidad a medida que, en forma de un curioso contraste, su relevancia como protagonista se ve gradualmente trasferida al Comandante Vimes. Su relación con Angua pasa por momentos de crisis, debido a que Angua tiene miedo del futuro de una relación entre un humano y una mujer-loba, y en ocasiones preferiría descubrir en él algún tipo de debilidad.
De hecho, tras los últimos libros, en los que Pratchett introduce en algunos personajes (Vimes, Angua y Gaspode, sobre todo) pensamientos en los que apunta una minúscula duda sobre las motivaciones de Zanahoria; así, por ejemplo, hacia el final de El Quinto Elefante, Vimes reflexiona sobre el "Destino", o la inmensa suerte que parece acompañar siempre a Zanahoria, y Gaspode, unas páginas antes, también se ha preguntado confusamente sobre las motivaciones que han llevado a Zanahoria a abandonar Ankh-Morpork en invierno, obligando a Angua a acudir a su lado para salvarle la vida. Sin embargo, todas las dudas son despejadas cuando examinan "los claros y honestos ojos del Capitán Zanahoria".
Zanahoria aparece en los libros "¡Guardias! ¿Guardias?", "Hombres de armas", "Pies de barro", "¡Voto a Bríos!" y "El quinto elefante", así como en otros aún no traducidos al castellano y además en el relato "Teatro de la Crueldad"'.